# Aegyrcitherium
Aegyrcitherium es un género extinto del rinoceronte prehistórico endémico de Europa durante el Mioceno hace 16 millones de años, vivió aproximadamente 900 000 años.

## Taxonomía
Aegyrcitherium fue nombrado por Antoine (1997), quién asignó una especie al género A. beonensis. Se reclasificafó a Hispanotherium (Aegyrcitherium) por Guérin y Pickford (2003). Está asignado a Elasmotheriini por Antoine et al. (2000) y Deng (2003); y a Hispanotherium por Guérin y Pickford (2003).